# Clifton McNeely
Clifton McNeely (Greenwood, Texas, 22 de juny de 1919 - Irving, Texas, 26 de desembre de 2003) fou un jugador i entrenador de bàsquet nord-americà recordat per ser el primer jugador a aparèixer com a número 1 en el Draft de l'NBA, competició que en aquells anys es denominava BAA. Malgrat això, mai va arribar a jugar com a professional.

## Trajectòria esportiva

### Universitat
Després de servir en el Cos Aeri de l'Exèrcit dels Estats Units durant la Segona Guerra Mundial, els seus anys col·legials els va passar jugant amb els Rams de la Universitat de Texas Wesleyan, on el 1947 va liderar al país en anotació, sent triat All-American. Anys més tard seria inclòs en els Salons de la Fama de Texas High School, Panhandle Sports i Texas Wesleyan University.
Va ser triat com a número 1 del Draft de la BAA de 1947 per Pittsburgh Ironmen, però mai va arribar a jugar com a professional.

## Vida posterior
Després de renunciar a jugar com a professional i casar-se amb la seva dona, Peggy Jean Gallagher, va entrenar durant 13 anys a Pampa High School, portant a l'equip a disputar el campionat estatal en sis ocasions, i guanyant-lo en 4. El gimnàs de l'escola es denomina McNeely Fieldhouse en el seu honor. Posteriorment va exercir diversos càrrecs en altres instituts fins que es va retirar definitivament el 1985.
Va morir el 26 de desembre de 2003 a la seva residència d'Irving (Texas).